# Karin Kschwendt
Karin Kschwendt (Sorengo, Suiza, 14 de septiembre de 1968) es una extenista suiza de nacimiento, a lo largo de su carrera representó a Luxemburgo, Alemania y Austria. Pese a nacer en Suiza, Karin Kschwendt nunca jugó para este país.